# Schielaugenpuppe

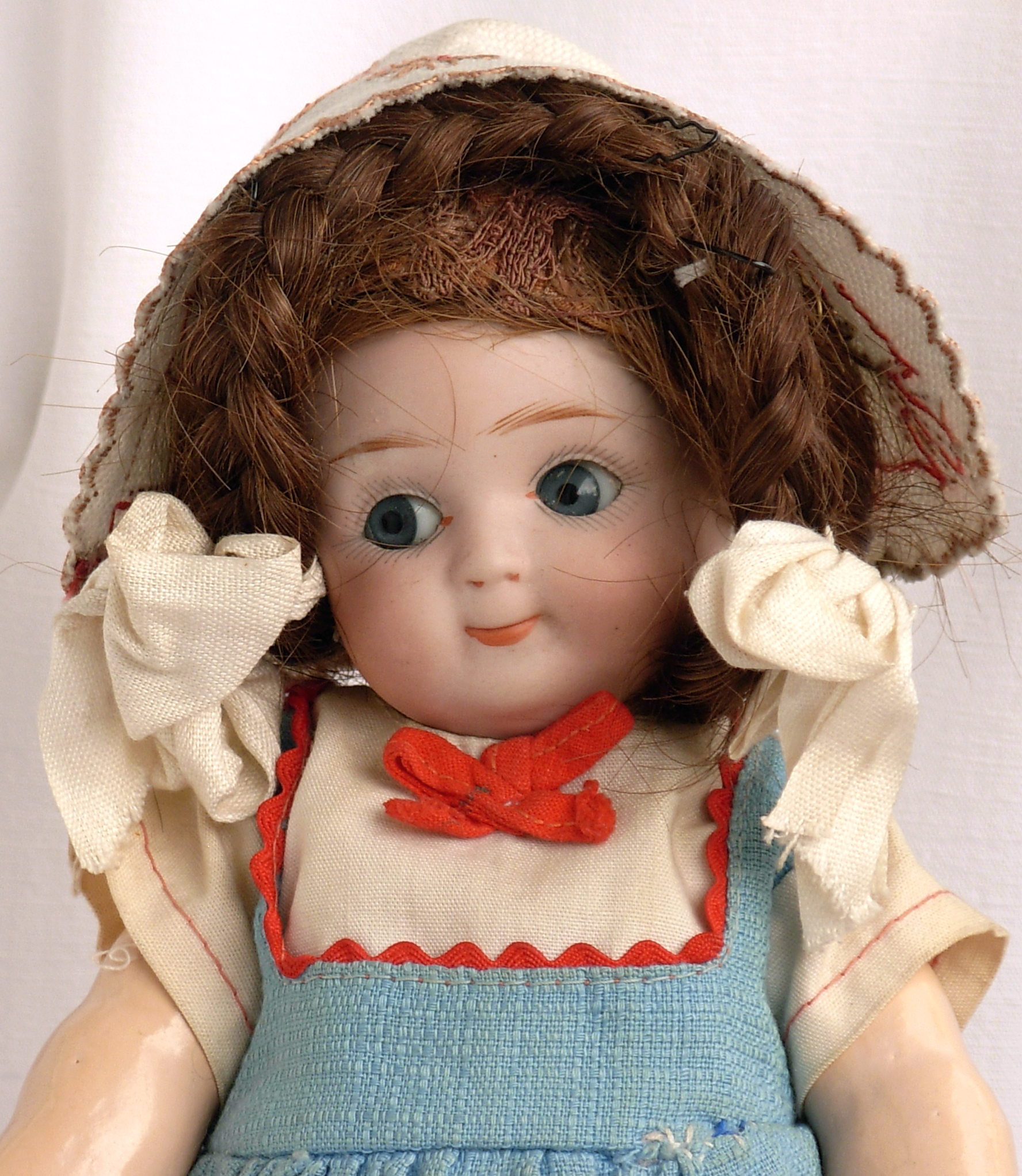
„Schielaugenpuppe“ mit fest einmontierten Glasaugen im Porzellankopf;
unbekannter Hersteller, um 1920

Eine Schielaugenpuppe ist eine häufig Anfang des 20. Jahrhunderts hergestellte Puppe aus Porzellan.

## Beschreibung

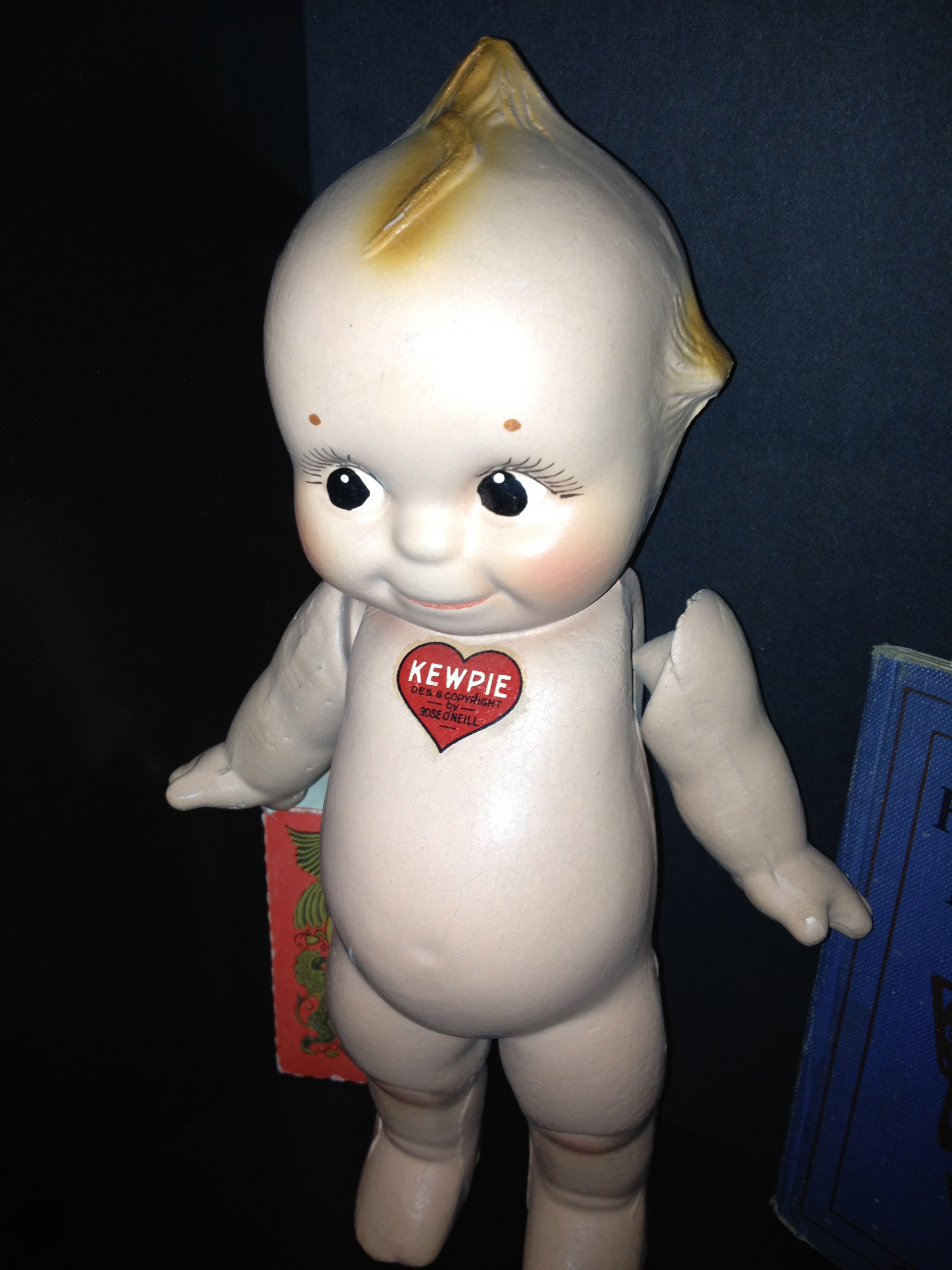
Originale Puppe der Marke Kewpie mit dem Hinweis auf das Design und das Copyright von Rose O’Neill

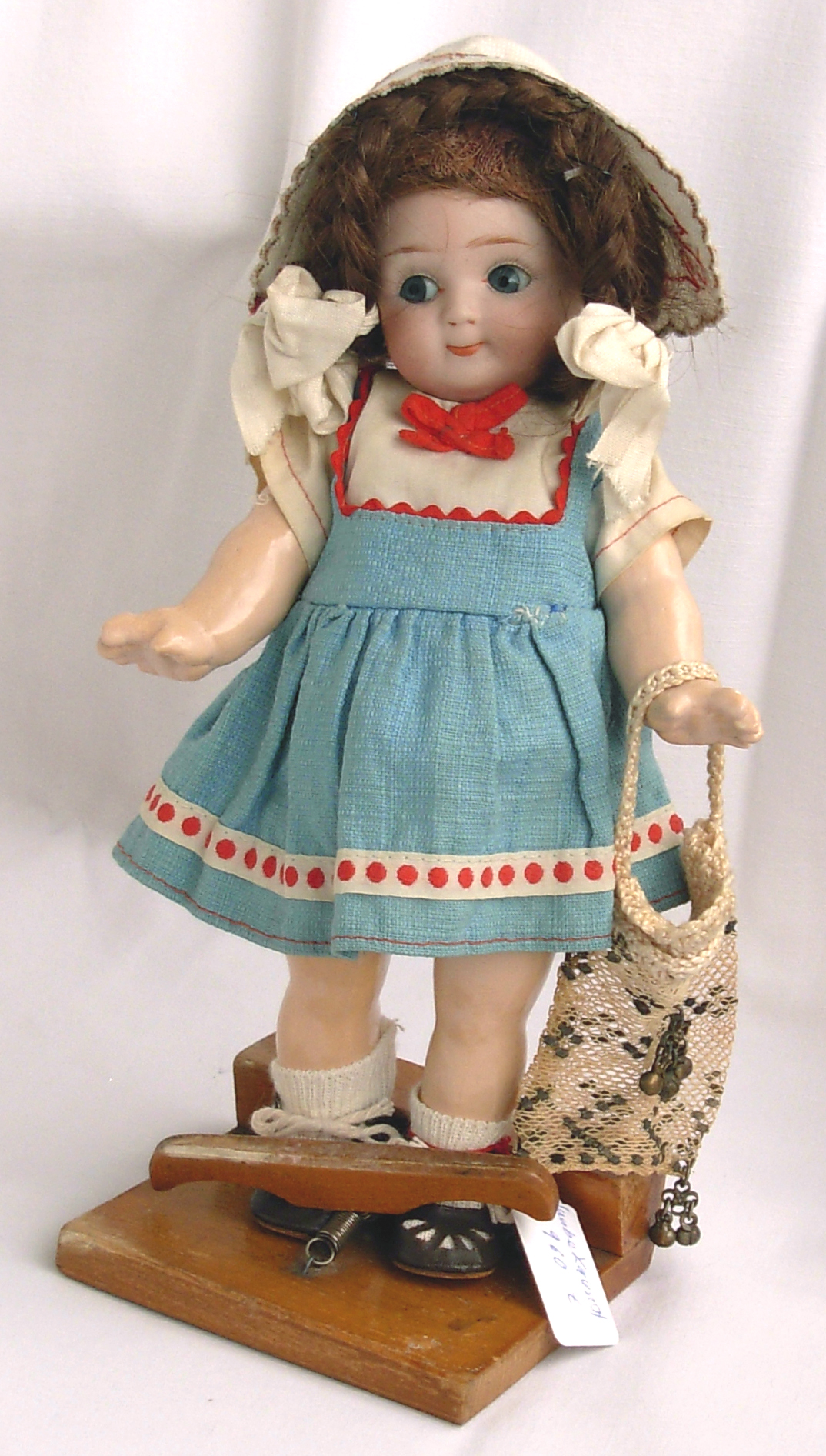
Die abgespreizten Hände eines Gliederkörpers aus „Masse“

Die sogenannte „Schielaugenpuppe“ zählt zu den „Charakterpuppen“. Neben den „Schielaugen“ sind der „grinsende“ Mund sowie die abgespreizten Hände charakteristisch für die Puppen, die erstmals nach Entwürfen von der US-amerikanischen Illustratorin, Künstlerin und Schriftstellerin Rose O’Neill unter der Marke Kewpie Anfang des 20. Jahrhunderts in zwölf verschiedenen Größen bei dem Puppenhersteller Geo. Borgfeldt & Co. in Deutschland in Auftrag gegeben wurden.